# 尤寧鎮區 (堪薩斯州金曼縣)
尤寧鎮區（英語：Union Township）為美國堪薩斯州金曼縣轄下的鎮區。2010年美国人口普查中此鎮區人口有76人。

## 地理
尤寧鎮區涵蓋總面積為93.7平方（36.17平方英里），其中陸地面積為93.4平方（36.08平方英里），水域面積為0.23平方（0.09平方英里）或0.25%。海拔高度509（1,670英尺）。

## 人口統計
根據2010年美國人口普查，尤寧鎮區人口有76人，其中男性有40人，女性有36人，人口密度為每平方公里0.81人，住房計37戶。鎮區內的白人有75人，非裔美國人有0人，美洲原住民有0人，亞裔美國人有0人，太平洋島裔美國人有0人，其他種族有0人，混血種族則有1人。此外鎮區內有0人為西班牙裔或拉丁裔美國人。此鎮區之年齡中位數為49.0歲，而男性年齡中位數為47.5歲，女性年齡中位數為50.5歲。

## 交通

### 主要公路
- 400號美國國道